# Fernando Pedreira (futebolista)
Fernando Augusto Azevedo Pedreira (em chinês: 費蘭度) (Salvador, 14 de novembro de 1986), conhecido apenas como Fernando ou Fernando Baiano, é um futebolista brasileiro-honconguês que atua como lateral-esquerdo ou ponta-esquerda. Atualmente defende o Kitchee e a Seleção Honconguesa.

## Carreira
Tendo jogado por Águia de Marabá, Ceilândia, Madre de Deus, CRB, Guarani-MG, Juazeiro e Jacuipense, Fernando chegou a Hong Kong em 2013 para defender Citizen e YFCMD entre 2013 e 2015.
Durante sua primeira passagem pelo Kitchee, foi eleito o Futebolista do Ano de Hong Kong em 2017. Em 2020, foi contratado pelo Eastern, atuando por 2 temporadas antes de voltar ao Kitchee em 2022.

## Seleção de Hong Kong
Nascido em Salvador, Fernando anunciou em fevereiro de 2021 que recebeu o passaporte de Hong Kong, tornando-se apto para defender a seleção nacional, sendo convocado pela primeira vez em maio para os jogos contra Irã, Iraque e Bahrein, porém foi cortado devido a uma lesão.
O lateral-esquerdo faria sua estreia oficial pelos Dragões em junho de 2022, contra a Malásia, e marcou seu primeiro gol em setembro de 2023, na vitória por 10 a 0 sobre Brunei.

## Títulos
Kitchee
- Liga da Primeira Divisão de Hong Kong: 2016–17, 2017–18, 2019–20, 2020–21, 2022–23
- Escudo do Desafio Sênior de Hong Kong: 2016–17, 2018–19, 2022–23
- Copa FA de Hong Kong: 2016–17, 2017–18, 2018–19, 2022–23
- Hong Kong Sapling Cup: 2017–18, 2019–20
- Copa da Liga de Hong Kong: 2015–16

Eastern
- Hong Kong Sapling Cup: 2020–21

### Individuais
- Futebolista do Ano de Hong Kong: 2017